# Beaumont, Haute-Loire
Beaumont là một xã thuộc tỉnh Haute-Loire nam trung bộ nước Pháp. Xã Beaumont, Haute-Loire nằm ở khu vực có độ cao trung bình 442 mét trên mực nước biển.